# Aoraki / Mount Cook
Az Aoraki / Mount Cook egy 3724 méter magas hegy Új-Zéland Déli-szigetén, a Déli-Alpokban; az ország legmagasabb pontja. Három csúcsát – a főcsúcsot, a 3717 méteres középső és a 3593 méteres alsó csúcsot – egy közel vízszintes gerinc köti össze, jellegzetes tömbszerű alakot kölcsönözve a hegynek. Keleti oldalán a Tasman-gleccser, délnyugati oldalán pedig a Hooker-gleccser található. A maori kultúrában az Aorakit szent hegyként tartják számon, és különösen fontos szerepet játszik a Ngāi Tahu őslakos törzs hagyományaiban. Népszerű turista- és hegymászócélpont.

## Földrajzi elhelyezkedése
Az Aoraki / Mount Cook Új-Zéland Déli-szigetének Canterbury régiójában, a Mackenzie-medence nyugati szélén emelkedik. A hegy az 1953-ban alapított, több mint 700 négyzetkilométer kiterjedésű Aoraki / Mount Cook Nemzeti Park központi részén található.
A hegycsúcs a Déli-Alpok főgerincén (Main Divide) helyezkedik el, ahol a hegység legmagasabb csúcsai találhatók. Északon a Mount Tasman (3497 méter), míg délen a Mount Sefton (3151 méter) és a Mount Hicks (2941 méter) a szomszédai. A hegytömböt három jelentős völgy határolja: keleten a Tasman-völgy, délnyugaton a Hooker-völgy, északon pedig a Murchison-völgy.
A hegyhez legközelebb eső település Mount Cook Village, amely 15 kilométerre délkeletre fekszik a csúcstól. A falu Christchurchtől 330 kilométerre délnyugatra található, és a 80-as állami úton érhető el.
Az Aoraki / Mount Cook főcsúcsa a földrajzi elszigeteltség tekintetében a világ tizedik legizoláltabb csúcsa.

## Geológiája és kialakulása
A Déli-Alpok a Csendes-óceáni-lemez és az Ausztrál–Indiai-lemez ütközésének következtében alakultak ki. A két lemez mozgása által keltett tektonikus nyomás és emelkedés hozta létre a hegységet. A lemezhatár menti törésvonal a hegység nyugati peremén fut, és a tektonikus aktivitás napjainkban is folytatódik.
Az Aoraki / Mount Cook a Déli-Alpokon végigfutó, mintegy 650 kilométer hosszú Alpesi-törésvonal mentén fekszik. Ez az aktív tektonikus törésvonal felelős a hegy folyamatos emelkedéséért, amely évente 5-10 milliméteres növekedést eredményez. Tudományos becslések szerint a törésvonal 100–300 évente produkál jelentősebb szeizmikus aktivitást; legutóbbi nagyobb elmozdulása 1717-ben történt.
A hegy elsősorban mezozoikus korú üledékes kőzetekből épül fel; az azt alkotó homokkő és iszapkő a perm és triász időszakban (körülbelül 200–300 millió évvel ezelőtt) rakódott le egy ősi óceáni medence alján. A későbbi tektonikus folyamatok során ezek a kőzetek metamorfózison mentek át, és agyagpalává, valamint magasabb fokú metamorf kőzetekké alakultak.
A hegy magasságának első pontos méréseit a 19. század végén végezték. G. J. Roberts 1881-ben a nyugati oldalról, majd T. N. Brodrick 1889-ben Canterbury felől mérte a hegycsúcsot; mindkét esetben 3764 méteres magasságot állapítottak meg.
1991. december 14-én egy nagyméretű sziklaomlás következtében körülbelül 12–14 millió köbméter szikla és jég szakadt le az északi csúcsról, ami a hegycsúcs 10 méteres magasságcsökkenését eredményezte. A jégsapka további eróziója a következő két évtized során további 30 méterrel csökkentette a hegy magasságát. Ezáltal jelenlegi hivatalos magassága 3724 méter. A tektonikus emelkedés és az erózió együttesen továbbra is folyamatosan formálják a hegység szerkezetét és magasságát.

## Éghajlata

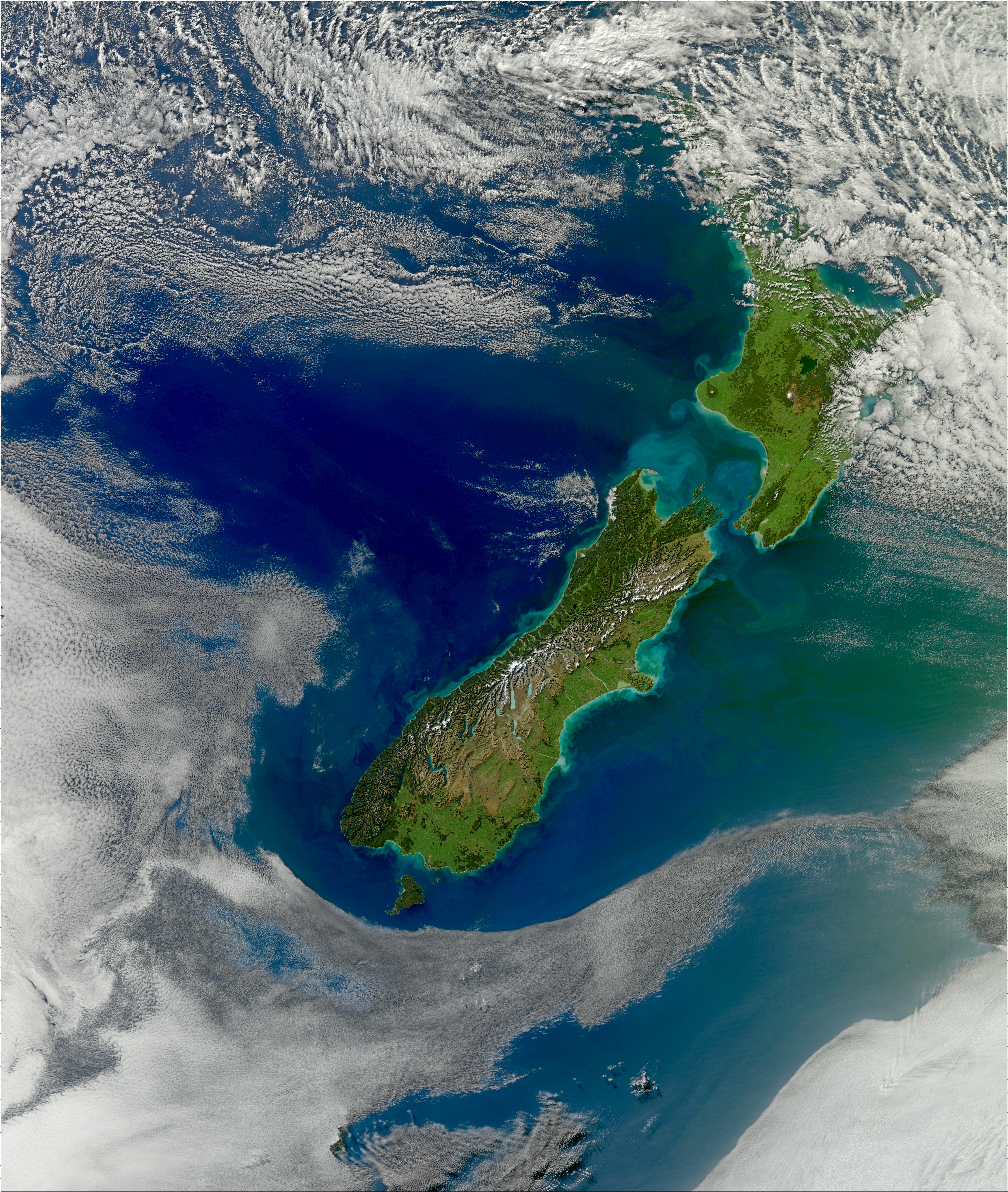
Az üvöltő negyvenesek által keltett tengeráramlások Új-Zéland környezetében

A térség éghajlatát a Tasman-tenger felől kelet felé haladó ciklonok és anticiklonok mozgása határozza meg. Az Aoraki / Mount Cook a déli félteke mérsékelt szélességi övében, az „Üvöltő negyvenesek” néven ismert, erős nyugati széláramlatok övezetében fekszik. A Déli-Alpok jelentős orográfiai akadályt képeznek az uralkodó, gyakran szubtrópusi eredetű, nedvességgel telített nyugati légáramlatok útjában.
Az orográfiai emelkedés következtében a hegyoldalakon felfelé áramló levegő lehűl és kondenzálódik, ami intenzív felhőképződést és jelentős csapadékmennyiséget eredményez. A legintenzívebb csapadék általában a fő gerinc nyugati oldalán, körülbelül 1200 méteres magasságban jelentkezik. Lassú mozgású frontok esetén az intenzív csapadék akár több napon át is eltarthat.
A csapadékeloszlás területileg nagy változatosságot mutat. Az Aoraki / Mount Cook nyugati lejtőin az éves csapadékmennyiség meghaladja a 10 000 mm-t, míg a hegységtől körülbelül 15 kilométerre délkeletre fekvő Mount Cook Village-ben évente átlagosan 4000–4070 mm csapadék hull. A hegyvonulattól keletre fekvő csapadékárnyékos területeken a csapadékmennyiség jelentősen csökken: a Pukaki-tó déli részénél már csak évi 600 mm körül alakul. Ennek oka, hogy a hegyeken áthaladó légtömeg elveszíti nedvességtartalmának nagy részét, és a keleti lejtőkön száraz, meleg szélként (nor'wester vagy főn) ereszkedik le. Dél-délkeleti széljárás esetén azonban a keleti oldalon is gyorsan kialakulhat viharos időjárás, hirtelen hőmérséklet-csökkenéssel és rossz látási viszonyokkal.
A Hooker-völgyben, körülbelül 800 méteres tengerszint feletti magasságban a hőmérséklet –13 °C és 32 °C között változik, az éves átlaghőmérséklet 12 °C. A hőmérséklet a magasság emelkedésével átlagosan 200 méterenként több mint 1 °C-kal csökken.
Körülbelül 1000 méteres magasság felett télen félig állandó hó- és jégmezők alakulnak ki. Az évszakok között jelentős különbségek mutatkoznak: a tél és a tavasz általában szárazabb, míg a nyár és az ősz csapadékosabb időszakok. A nyári anticiklonok több napos stabil, napos időjárást eredményezhetnek, míg a téli anticiklonok gyakran tiszta, de rendkívül fagyos körülményeket hoznak.

## Élővilága

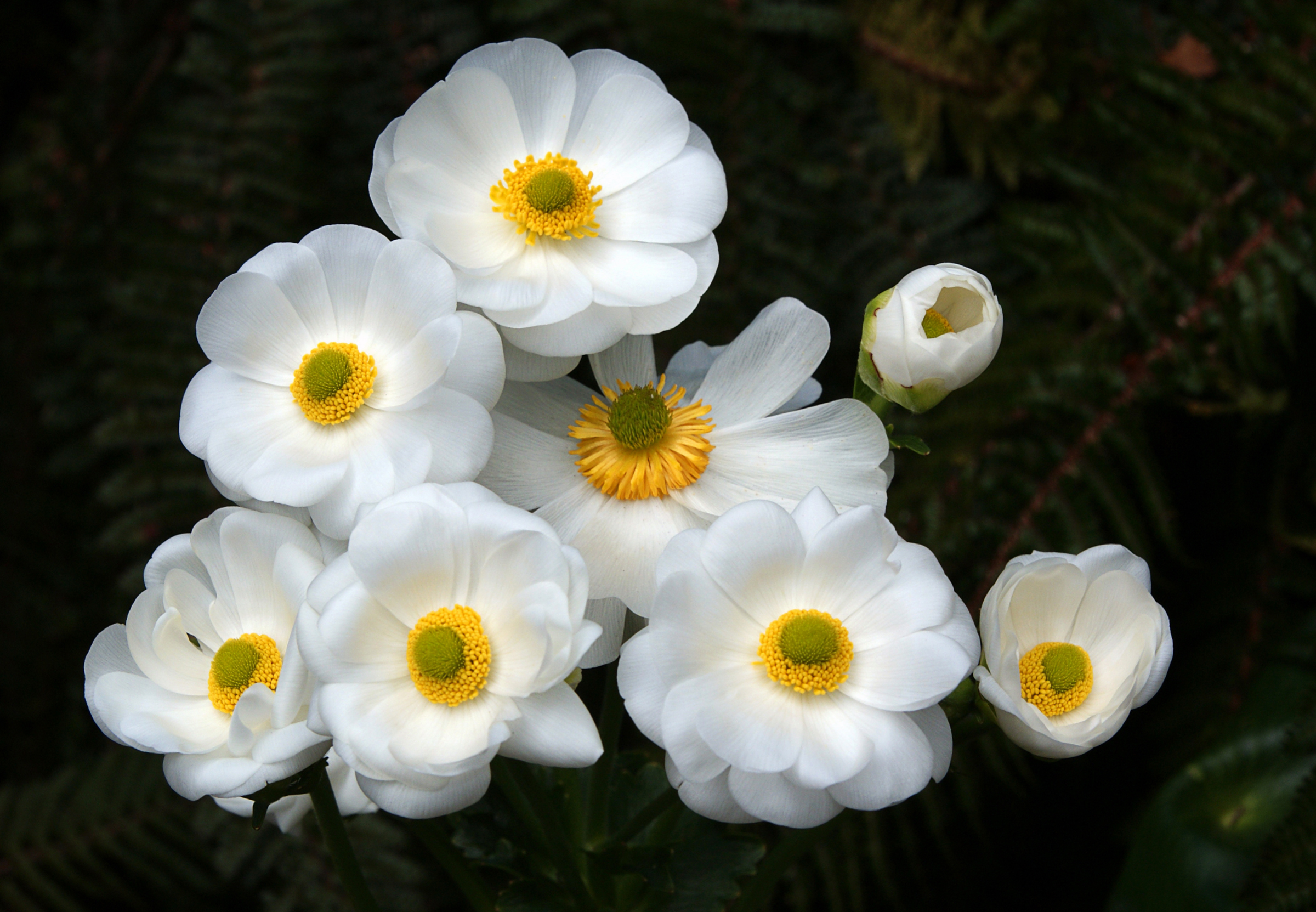
Mount Cook boglárka (Ranunculus lyallii)

Az Aoraki / Mount Cook hegy az azonos nevű nemzeti park területén helyezkedik el, amelyet 1953-ban alapítottak. A park 700 km²-es területének mintegy 40%-át gleccserek borítják, és több mint 140, 2000 méternél magasabb hegycsúcs, valamint 72 elnevezett gleccser található benne. A park – a Westland Tai Poutini, Mount Aspiring és Fiordland Nemzeti Parkokkal együtt – része az UNESCO Te Wāhipounamu Világörökségi helyszínnek. A magashegyi környezet különleges éghajlati és földtani viszonyai egyedi élővilág kialakulását tették lehetővé.
A hegy környezetének élővilága a Déli-Alpok magashegyi ökoszisztémájának jellegzetes képviselőit foglalja magában. A terület számos endemikus és specializált fajnak ad otthont, amelyek alkalmazkodtak a folyamatosan változó környezethez, az extrém időjárási körülményekhez és az alpesi viszonyokhoz. Új-Zéland hosszú földrajzi elszigeteltsége következtében az őshonos állatvilág túlnyomórészt madarakból, hüllőkből és rovarokból áll; őshonos szárazföldi emlős mindössze két denevérfaj.

### Növényvilág

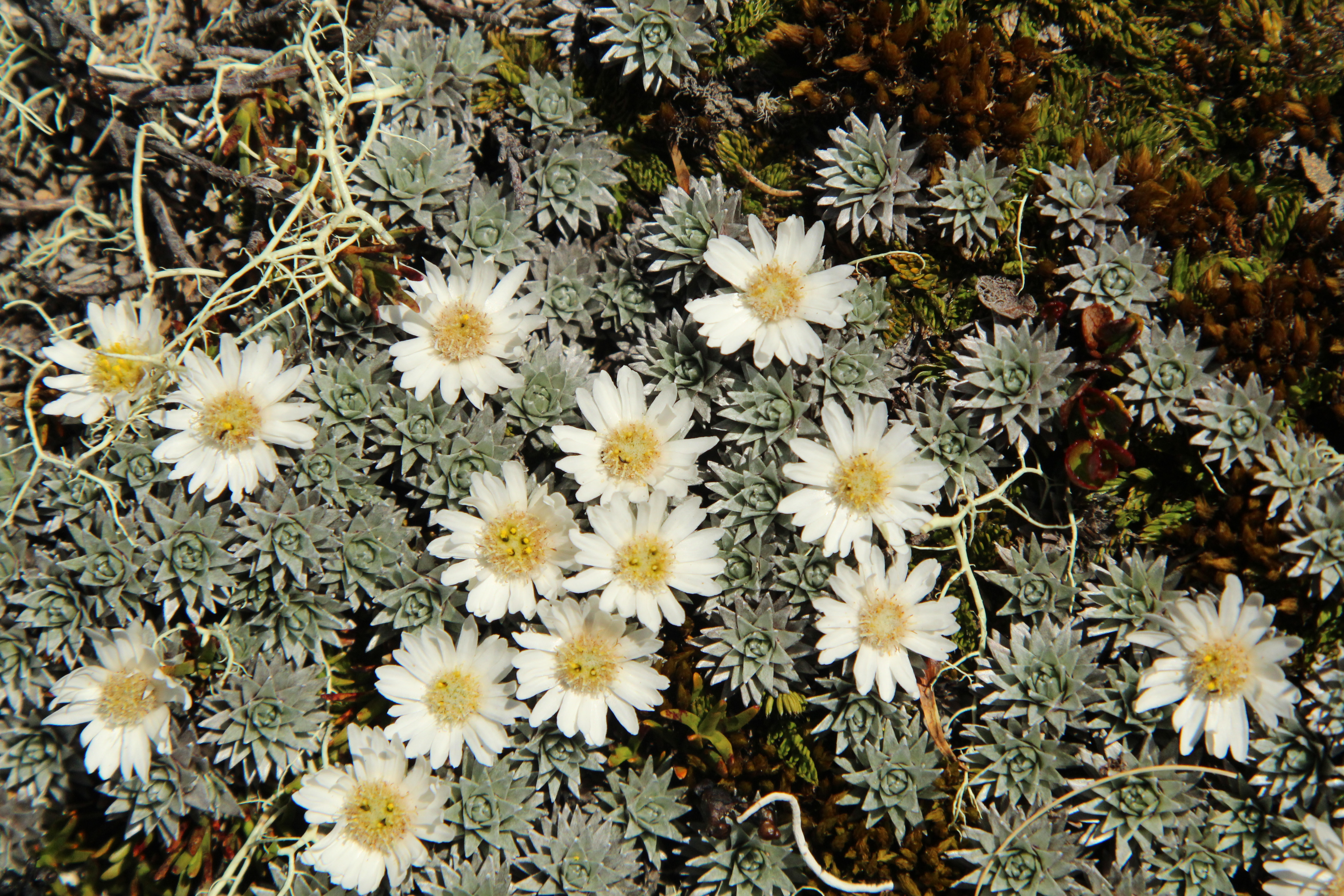
Déli-szigeti havasi gyopár
(Leucogenes grandiceps)

A park növényzete alkalmazkodott a szélsőséges alpesi körülményekhez. A terület nagy része 1300 méteres magasság fölött, az erdőhatáron túl fekszik, ahol már nincsenek zárt erdőségek. A hegységben több mint 400 edényes növényfaj (Tracheophyta) található, ezek kétharmada őshonos, és közülük több kizárólag Új-Zélandon fordul elő. A növények a gleccserek, meredek lejtők és szélsőséges időjárás által formált, instabil élőhelyekhez alkalmazkodtak.
A vegetáció vertikális övezetek szerint tagolódik. A montán zónában (600–1000 m) őshonos bükkösök (Nothofagus spp.) fordulnak elő, cserjeszintjükben Coprosma, Hebe és Olearia fajok, valamint őshonos páfrányok találhatók. A szubalpin övezetben (1000–1300 m) a havasi pázsitfüvek (Chionochloa spp.) és az arany szúrósgyökér (Aciphylla aurea) alkotnak átmeneti növényzetet, az 1300 méteres erdőhatár fölött pedig az alpesi öv dominál. Itt a növényzetet alacsony termetű, hidegtűrő fajok jellemzik, mint például a párnaszerű Raoulia eximia, a havasi gentiana (Gentiana bellidifolia), valamint a dél-szigeti havasi gyopár (Leucogenes grandiceps). A 2000 méteres magasság fölött elhelyezkedő területeken már csak zuzmók és mohák élnek. A Mount Cook csúcsának környékén 14 különböző zuzmófajt azonosítottak, melyek alkalmazkodtak a magashegyi körülményekhez.
A park egyik legemblematikusabb növénye a Mount Cook boglárka (Ranunculus lyallii), a világ legnagyobb boglárkája, amely hatalmas fehér virágaival és karakterisztikus levelével a nedves, árnyékos völgyekben található 700-1500 méteres magasságban.
A növényzet fokozatosan hódítja vissza a gleccserek visszahúzódása után felszabaduló területeket. A kolonizáció első fázisában zuzmók és mohák jelennek meg, majd körülbelül 20 éven belül cserjék is megtelepedhetnek az új talajfelszíneken. Ez a szukcessziós folyamat fontos indikátora a klímaváltozás hatásainak is.
A parkot számos invazív növényfaj veszélyezteti. A leggyakoribb idegenhonos fajok közé tartozik a csillagfürt (Lupinus), a vadcseresznye, a seprűzanót (Cytisus scoparius), valamint különböző betelepített fűfélék. Ezek a fajok gyakran kiszorítják az őshonos növényzetet, főként az alacsonyabb völgyekben.

### Állatvilág

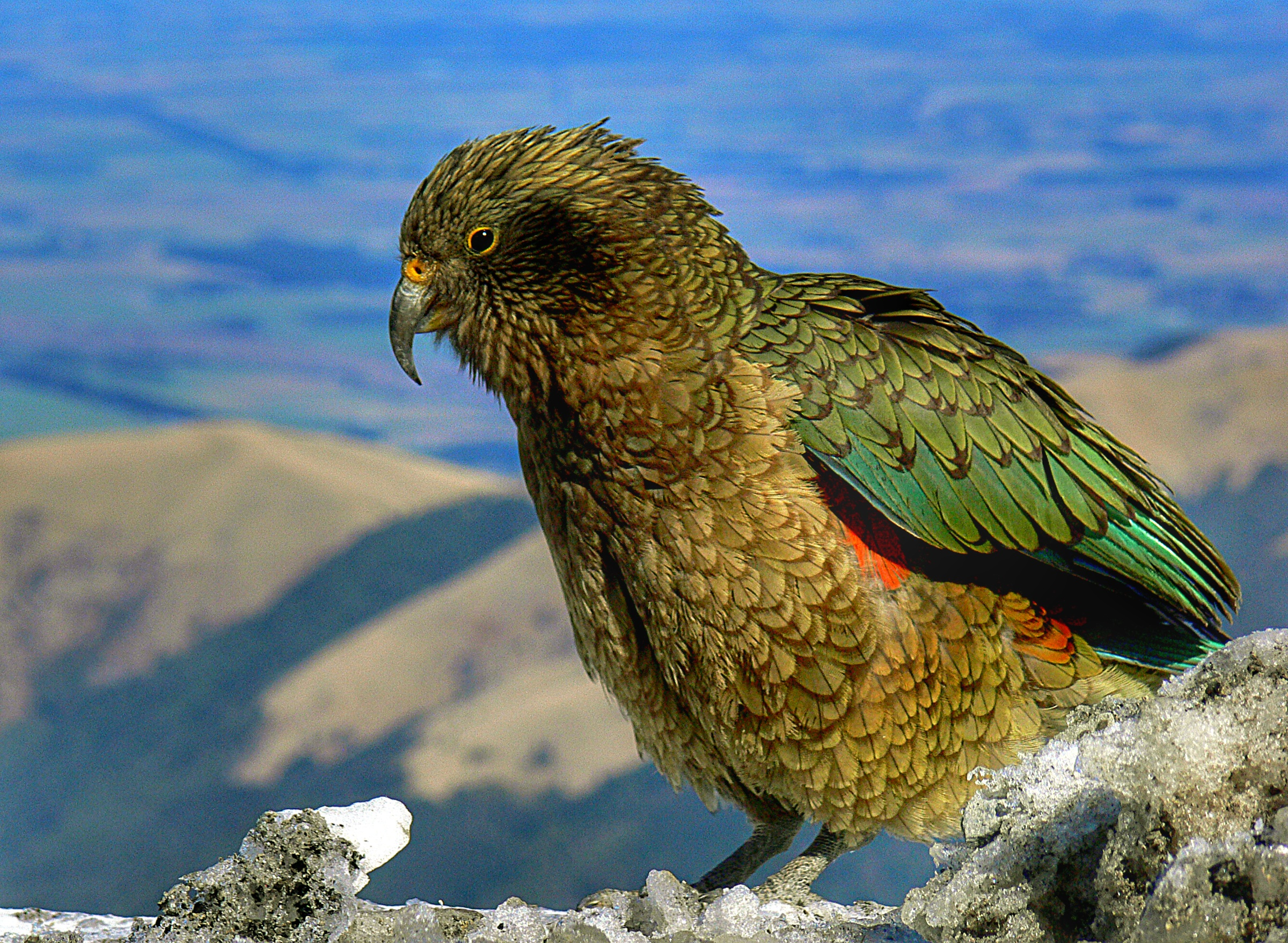
Kea (Nestor notabilis)

A nemzeti park madárvilága mintegy 40 fajt számlál, amelyek közül sok alkalmazkodott a zord alpesi környezethez. Különösen figyelemre méltó a kea (Nestor notabilis), a világ egyetlen alpin papagája. Ez a veszélyeztetett, rendkívül intelligens madár főként 1500 méteres magasság fölött fordul elő, és komplex, legalább hétféle hangból álló kommunikációs rendszerrel rendelkezik. Becsült állománya körülbelül 5000 egyedre tehető. Egy másik jellegzetes faj a déli-szigeti álfakusz (Xenicus gilviventris, maori nevén pīwauwau), amely egész évben az alpesi sziklás területeken tartózkodik.

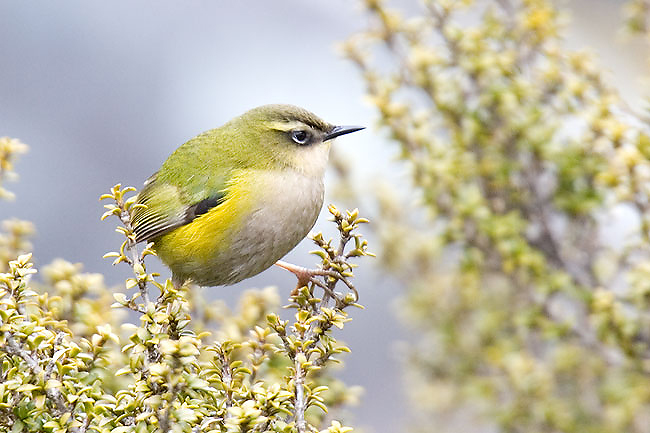
Déli-szigeti álfakusz
(Xenicus gilviventris, pīwauwa)

A szubalpin és montán zónában olyan őshonos madarak élnek, mint az örvös legyezőfarok (Rhipidura fuliginosa, pīwakawaka), az óriás-gyümölcsgalamb (Hemiphaga novaeseelandiae, kererū), az új-zélandi kakukkbagoly (Ninox novaeseelandiae novaeseelandiae, helyi nevén ruru), valamint a puskásmadár (Acanthisitta chloris, helyi nevén tītipounamu). A Tasman-folyó mentén kis számban fészkel a fekete gólyatöcs (Himantopus novaezelandiae, kakï), a világ egyik legritkább gázlómadara.
A betelepített fajok – köztük a csukár (Alectoris chukar) és a déli sirály (Larus dominicanus) – alkalmi megfigyelők a területen. A 19. században még előfordultak itt olyan őshonos fajok is, mint a weka, käkä, piopio, valamint különféle récék, azonban ezek mára eltűntek a régióból.
Őshonos szárazföldi emlősökből csak két denevérfaj él a szigeten. A parkban ugyanakkor számos betelepített emlős is megtalálható, például a sörényes tahr, a zerge és a közönséges rókakuzu, amelyek komoly károkat okoznak a természetes ökoszisztémákban.

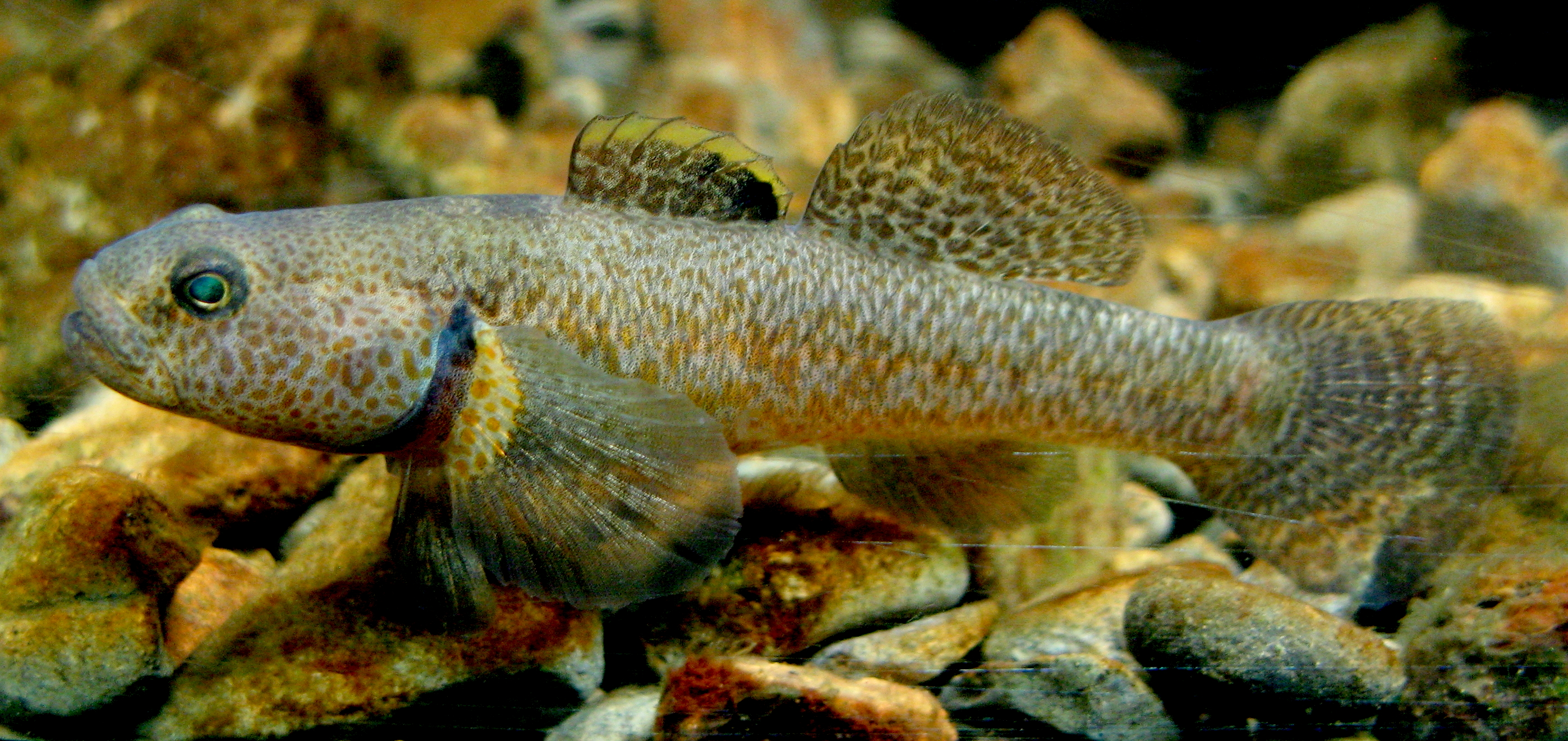
Upland bully (Gobiomorphus breviceps)

A hüllők közül három gyíkfaj él a parkban: a Raukawa gekkó (Woodworthia maculata), a közönséges szkink (Oligosoma polychroma) és az ékszergekkó (Naultinus gemmeus). Ezek elsősorban az alacsonyabb régiókban fordulnak elő. A gerinctelen faunában különösen jelentős az óriás weta, valamint a hószöcske, amely akár 3400 méteres magasságban is megél. A gleccserek morénáin és sziklás csúcsain fekete pókok és ritka hegyi pillangófajok – például Erebiola butleri és Percnodaimon pluto – is megfigyelhetők. A szitakötők közül az Uropetala carovei a legnagyobb méretű, szárnyfesztávolsága elérheti a 12 centimétert. A park vízrendszereiben őshonos halak is élnek, köztük az "upland bully" (Gobiomorphus breviceps) és két Galaxiid faj.

### Természetvédelmi kihívások
A park ökoszisztémáját leginkább a betelepített fajok fenyegetik. A ragadozók – különösen a menyétfélék, patkányok és macskák – súlyos veszélyt jelentenek az őshonos madár- és hüllőpopulációkra. A természetvédelmi erőfeszítések közé tartozik a „Predator Free 2050” program, amely az idegenhonos ragadozók teljes eltávolítását tűzte ki célul, valamint kijelölt szigetmenedékeket is létrehoztak egyes veszélyeztetett fajok számára. A természetvédelmi intézkedéseket az Új-Zélandi Természetvédelmi Hivatal (Department of Conservation – DOC) koordinálja.
A látogatók számára kijelölt ösvények használata kötelező a sérülékeny élőhelyek védelme érdekében. A nemzeti park tudományos szempontból is kiemelkedően fontos: az alpin ökoszisztémák kutatása, valamint a klímaváltozás hatásainak nyomon követése szempontjából rendszeresen zajlanak biodiverzitás-felmérések, például az NIWA (National Institute of Water and Atmospheric Research) vezetésével.

## Vízrajza

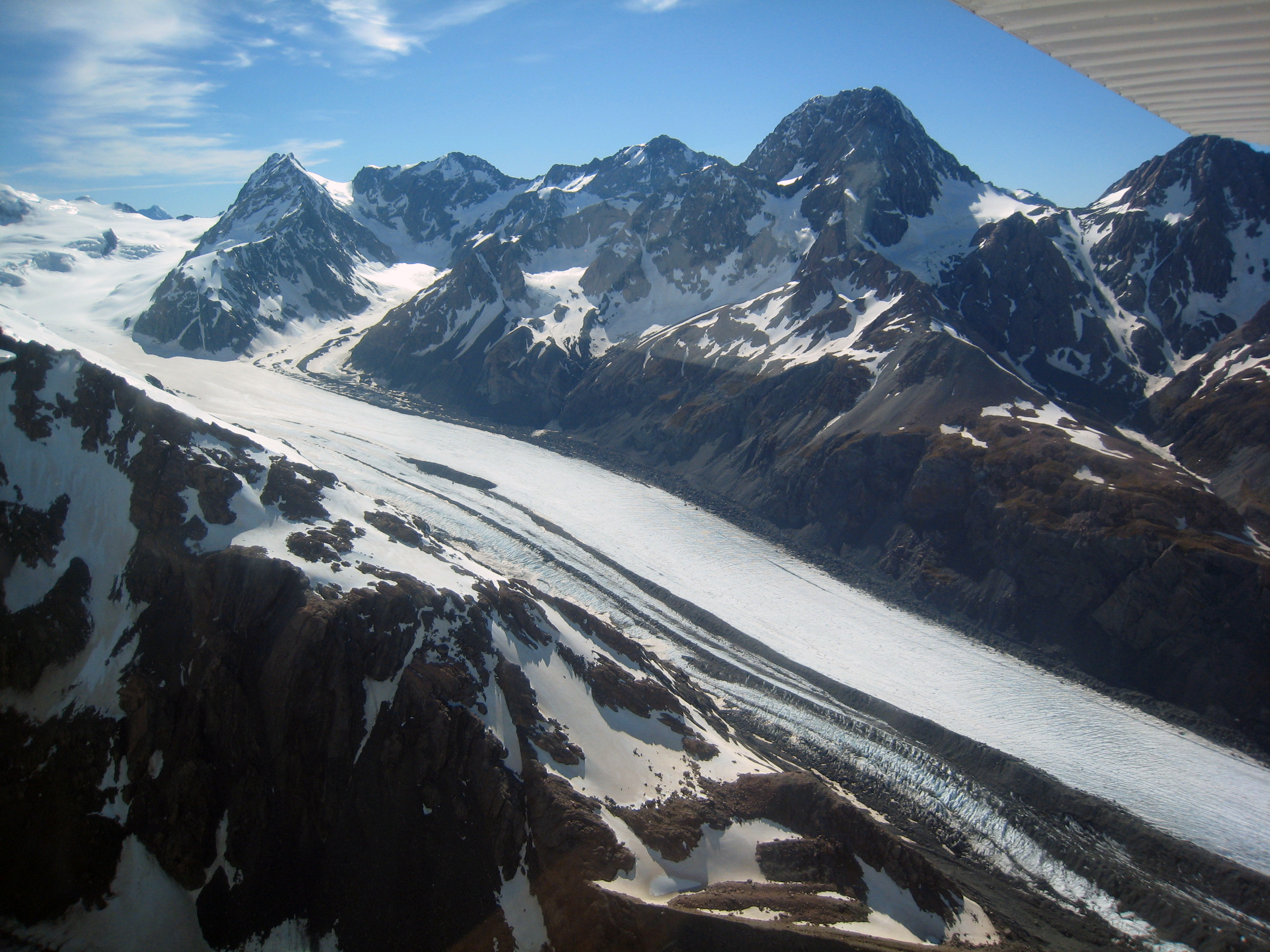
A Tasman-gleccser felső szakasza

Az Aoraki / Mount Cook környezetének vízrajzát döntően a magashegyi gleccserek, az azokból táplálkozó vízfolyások és a gleccsertavak rendszere határozza meg. A térség vízrajzi viszonyait jelentős mértékben befolyásolja a hegy 3724 méteres magassága és a Déli-Alpok kontinentális vízválasztóján való elhelyezkedése.

### Gleccserek
Az Aoraki / Mount Cook Nemzeti Park területének mintegy 40%-át állandó hótakaró és gleccserjég fedi. A parkban körülbelül 178 gleccser található (ezek közül 72 egyedi névvel), amelyek Új-Zéland legkiterjedtebb jégtakaróját alkotják. A legjelentősebb a Tasman-gleccser, amely mintegy 23 kilométeres hosszával az ország legnagyobb gleccsere. A gleccser a hegy északi lejtőiről indul, és délkelet felé haladva a Tasman-völgyben folytatódik. A déli lejtőkön a Hooker-gleccser, a keleti oldalon pedig a Mueller- és a Murchison-gleccser található.
A 20. század második felétől kezdődően – a klímaváltozás hatására – a gleccserek jelentősen visszahúzódtak. A Tasman-gleccser esetében ez különösen szembetűnő: 1990-es évek óta évente átlagosan 180 méterrel rövidül, és végénél gleccsertó alakult ki.

### Folyók

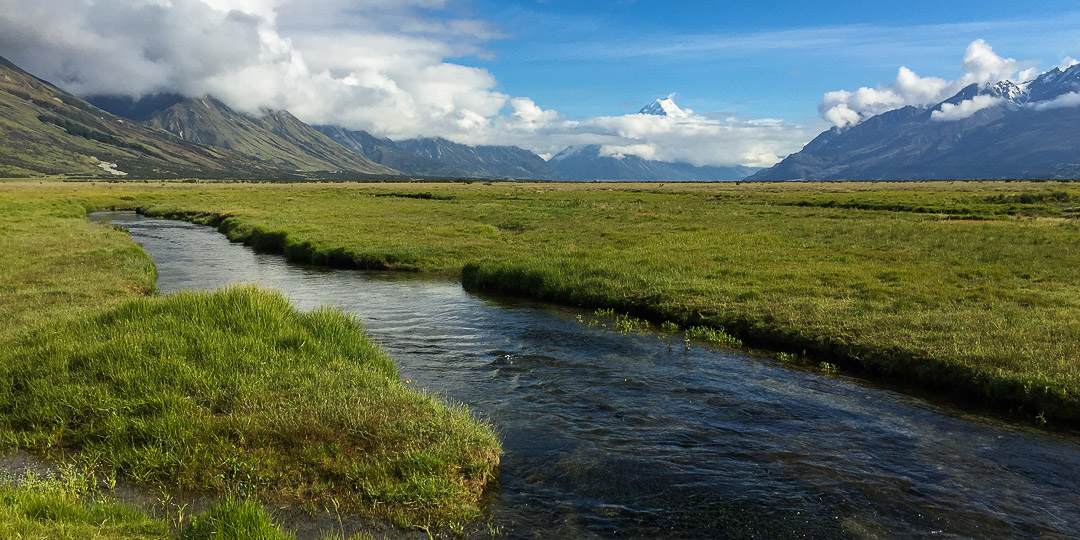
A Tasman-folyó deltája

Az Aoraki / Mount Cook vízgyűjtő területe egyéges rendszert képez, amelynek vizei a Pukaki-tóba folynak. A hegy környékén található gleccserek olvadékvizei több kisebb folyót táplálnak, amelyek közül a legjelentősebb a Tasman-folyó.
A Hooker-folyó a Hooker-gleccser olvadékvizéből ered. Észak felé haladva, a Tasman-folyóba torkollik, amely a Tasman-gleccserből és más kisebb vízfolyásokból is összegyűjti a vizet. Ez utóbbi folyó délkelet felé tart, és a Pukaki-tóba ömlik, amely a régió legnagyobb természetes víztározója.
A folyók vízjárása erősen szezonális jellegű. A nyári hónapokban (december–február) a gleccser- és hóolvadás következtében jelentősen megnövekszik a vízhozam, míg a téli időszakban (június–augusztus) minimális szintre csökken. A gleccserekből származó folyók jelentős mennyiségű hordalékot szállítanak, amely főként a morénák eróziójából ered.

### Tavak

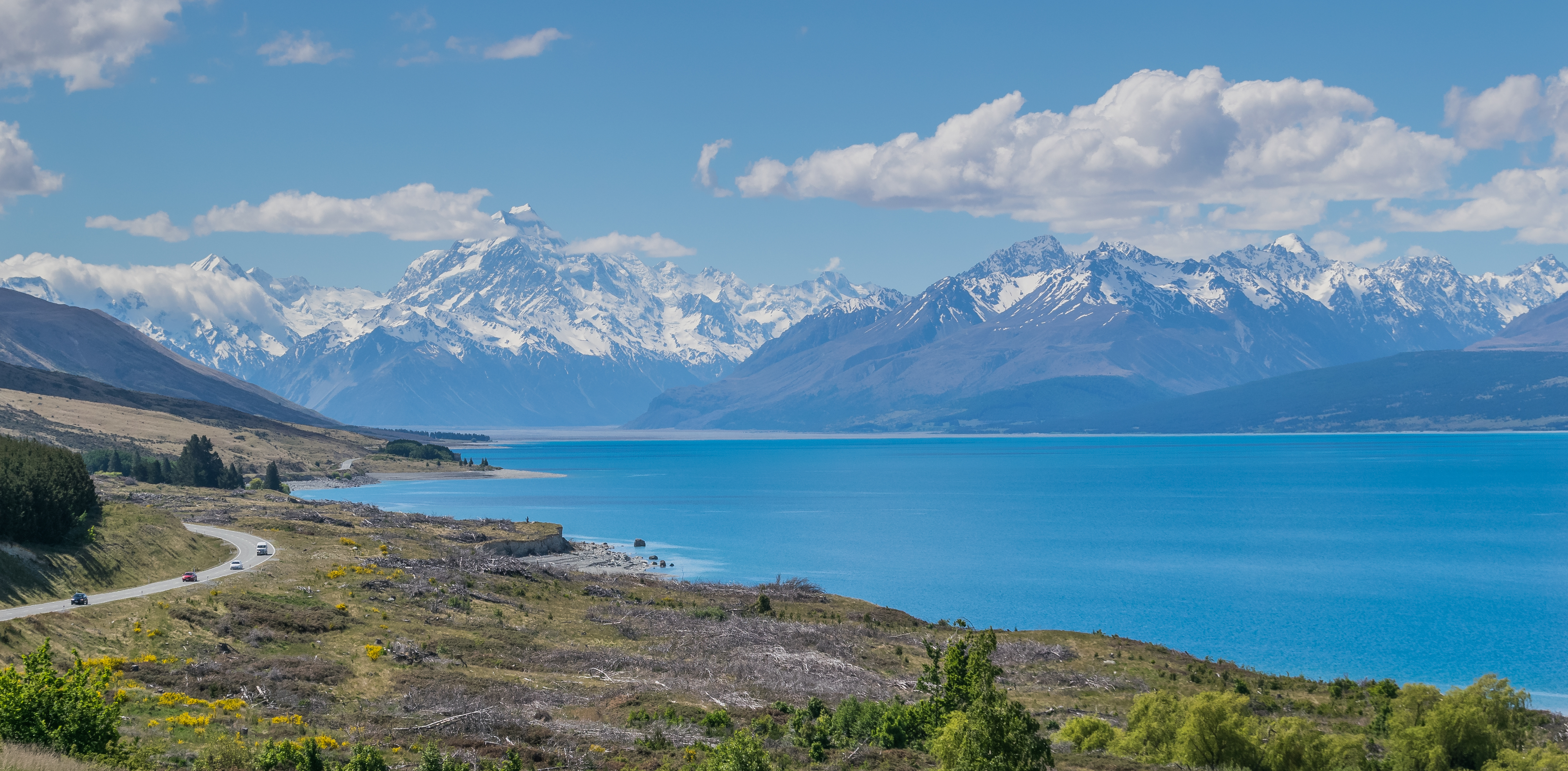
Pukaki-tó

A térség tavai többnyire gleccsertavak, amelyek a jégfolyamok visszahúzódása során alakultak ki. A Tasman-tó az 1980-as évek végén kezdett kialakulni a Tasman-gleccser olvadásával összefüggésben. A tó területe folyamatosan növekszik; 1990-ben 1,7 km2 volt a kiterjedése, amely 2020-ra 7,6 km2-re nőtt. A Tasman-gleccser évente körülbelül 180 méterrel húzódik vissza, ami a tó hasonló mértékű hosszanti növekedését eredményezi. A magasabban fekvő régiókban több kisebb gleccsertó található, amelyeket moréna- vagy sziklagátak zárnak el. E tavak vízszintje gyakran szezonálisan ingadozik.
A térség legnagyobb tava a Pukaki-tó, amely a Tasman-folyó befogadó medencéje. Bár nem közvetlenül egy gleccservégződésnél alakult ki, vizének jelentős része gleccser- és hóolvadékból származik. A tó eredetileg természetes alpesi tóként jött létre, de ma már víztározóként is funkcionál, és fontos szerepet játszik Új-Zéland vízenergia-termelésében. Jellegzetes türkizkék színét a gleccservíz által szállított finomszemcsés kőzetliszt okozza.

### Ökológiai és hidrológiai jelentőség
A vízrajzi rendszer alapvető szerepet játszik a Mount Cook Nemzeti Park ökoszisztémájának fenntartásában. A hideg, ásványi anyagokban gazdag gleccserolvadék sajátos élőhelyet biztosít több vízi élőlény számára. A folyók és patakok mentén kialakuló vegetáció pedig létfontosságú élőhelyet nyújt a helyi állatvilág számára. A tavak és folyók hőmérséklet-kiegyenlítő hatása befolyásolja a környező mikroklímát, ezáltal hatással van a vegetációs övezetek alakulására is.
A térség hidrológiáját alapvetően a magashegyi klíma és a gleccserek jelenléte határozza meg. A csapadék nagy része hó formájában hullik, amely a magasabb régiókban hosszú ideig megmarad. A gleccserek olvadási üteme a hőmérséklet napi és évszakos változásához igazodik.
A gleccsertavak kialakulása új kockázati tényezőt jelent a térségben. A természetes morénagátak hirtelen átszakadása esetén gleccsertavi kitörések (GLOF – Glacial Lake Outburst Flood) léphetnek fel, amelyek jelentős áradásokat okozhatnak a völgyekben.

## Turisztikai jelentősége
Az Aoraki / Mount Cook és a környező nemzeti park Új-Zéland egyik legismertebb turisztikai célpontja, amely évente több százezer látogatót fogad. Természeti értékeivel, túrázási és hegymászási lehetőségeivel, valamint kulturális jelentőségével fontos szerepet tölt be az ország turizmusában.
A nemzeti parkot 1953-ban alapították, és azóta folyamatosan nőtt a látogatók száma, amely évente meghaladja a 200 000 főt. A park központja Mount Cook Village település, ahol szálláshelyek, éttermek és turisztikai szolgáltatások állnak rendelkezésre. A falu mindössze 7 kilométerre fekszik a Tasman-gleccser végétől és 15 kilométerre magától a hegycsúcstól. A Sir Edmund Hillary Alpine Centre oktatási és múzeumi központként működik, és a térség földrajzi, természeti és történelmi értékeit mutatja be.

### Természetjárás és alpinizmus

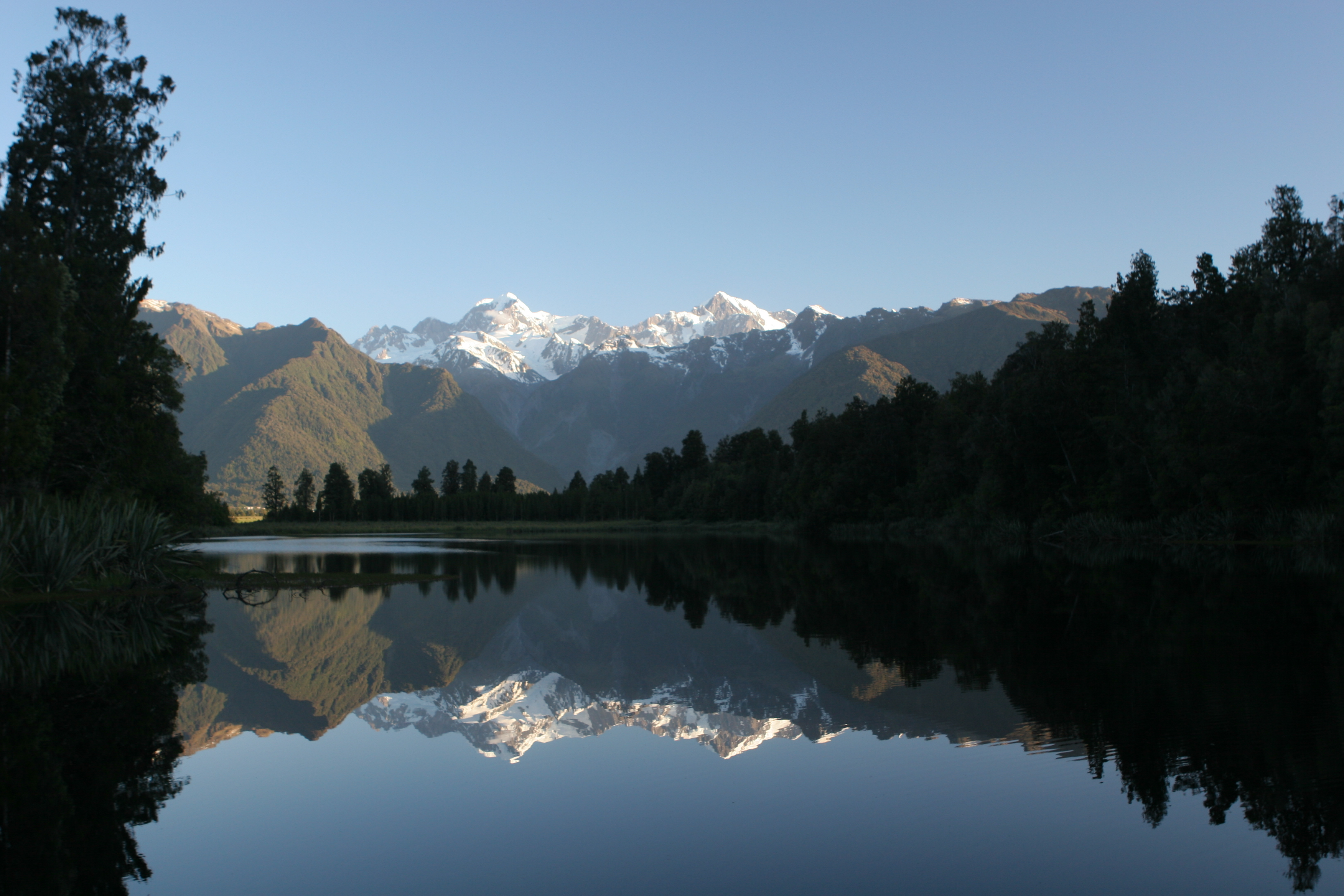
Matheson-tó

A park számos, különböző nehézségű túraútvonallal rendelkezik. A legismertebbek közé tartozik a Hooker Valley Track, a Sealy Tarns Track, a Tasman Glacier View Walk és a Mueller Hut Route. Ezek az útvonalak változatos tájakat és kilátópontokat kínálnak, és októbertől áprilisig különösen népszerűek. Télen az utak egy része nehezebben járható, de a hóval borított táj és a síelési lehetőségek továbbra is vonzzák a látogatókat.
Bár a Matheson-tó földrajzilag a Nyugati-parton, a nemzeti park határain kívül található, tiszta időben kiváló kilátást nyújt az Aoraki / Mount Cook és a Mount Tasman csúcsaira, amelyek tükröződnek a tó felszínén.
A hegy Új-Zéland hegymászó közössége számára kiemelkedő jelentőséggel bír, és több mint 40 mászóútvonalat kínál. A Linda-gleccser útvonal a legismertebb, de technikailag komoly felkészültséget igényel. A hegymászó-turizmus infrastrukturálisan jól kiépített: vezetett túrák, menedékházak, felszerelés-kölcsönzők és mentési szolgáltatások állnak rendelkezésre.

### Kulturális turizmus
Az Aoraki / Mount Cook a Ngāi Tahu őslakos törzs számára szent hely, amelyet őseik egyikének tekintenek. A hegy neve („Aoraki") mély mitológiai jelentéssel bír, és szorosan kapcsolódik a maori teremtésmítoszhoz. Ez a kulturális dimenzió egyre hangsúlyosabb szerepet kap a turisztikai kínálatban, különösen a maori világnézetet és hagyományokat bemutató vezetett túrák, előadások és kiállítások révén. A kulturális turizmus erősíti a helyi maori közösségek gazdasági szerepvállalását is.

### Egyéb turisztikai tevékenységek
A régió speciális turisztikai szolgáltatásokat is kínál, többek között helikopteres és kisrepülős panorámatúrákat, amelyek légi perspektívából is rálátást nyújtanak a Déli-Alpokra. A térség az Aoraki Mackenzie International Dark Sky Reserve része, amely nemzetközileg elismert csillagászati megfigyelési helyszín. A sötét égbolt vonzza az asztroturistákat, akik a térség éjszakai égboltját szeretnék megfigyelni.

### Gazdasági hatások és fenntarthatósági kihívások
A turizmus az Aoraki / Mount Cook térségének egyik fő gazdasági ágazata. Számos helyi vállalkozás közvetlenül vagy közvetve a látogatókra épít, beleértve a szállásadást, vendéglátást, túravezetést, valamint egyéb turisztikai szolgáltatásokat. A turisztikai bevételek hozzájárulnak az infrastruktúra fenntartásához és a természetvédelmi programok finanszírozásához.
A látogatószám emelkedése fokozott nyomást gyakorol a természetes környezetre. A túraútvonalak mentén tapasztalható erózió, a hulladékkezelés kérdései és az élőhelyek zavartatása mind olyan problémák, amelyek kezelést igényelnek. A parkkezelés folyamatosan dolgozik az emberi hatás minimalizálásán, többek között korlátozó intézkedésekkel, útvonal-átalakításokkal és oktatási programokkal. A klímaváltozás hatásai, különösen a gleccserek visszahúzódása és az időjárási változások, további kihívásokat jelentenek a turisztikai tevékenységek hosszú távú fenntarthatósága szempontjából.

## Hegymászás-története

### Korai kísérletek

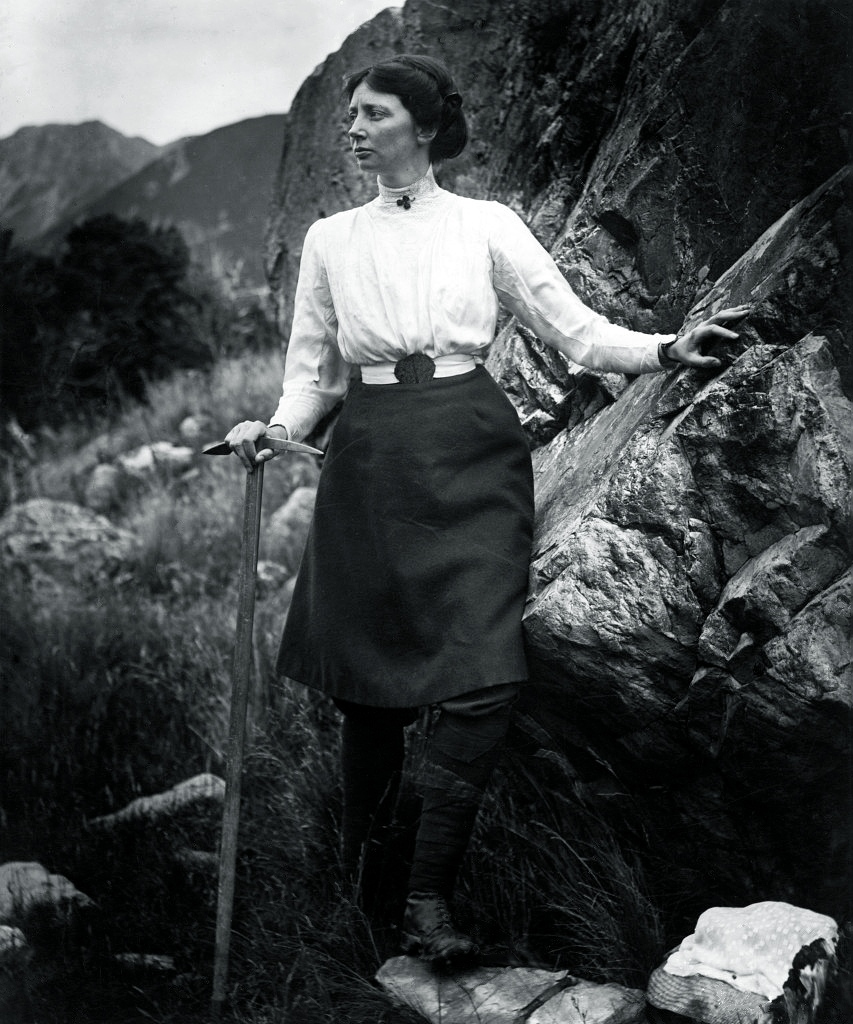
Freda du Faur, az első nő, aki feljutott a főcsúcsra

Az Aoraki / Mount Cook megmászásának első dokumentált kísérlete 1882. március 2-án történt, melynek során az ír William S. Green lelkész, valamint a svájci Emil Boss szállodatulajdonos és Ulrich Kaufmann hegyivezető a Tasman- és Linda-gleccsereken keresztül próbálta elérni a csúcsot. A csapat a csúcs közeléből kénytelen volt visszafordulni.
1890-ben Guy Mannering és Marmaduke Dixon új-zélandi hegymászók ismét megkísérelték meghódítani a csúcsot a Linda-gleccser útvonalán. Mannering, aki legalább öt alkalommal próbálkozott a hegy megmászásával, ezúttal társával körülbelül 60 méterre megközelítette a csúcsot, azonban a kísérletet – az időjárás romlása és az időkorlát miatt – ezúttal is meghiúsult.

### Első sikeres megmászás
A főcsúcs első sikeres megmászását 1894. december 25-én hajtotta végre három új-zélandi hegymászó: Tom Fyfe, John Michael (Jack) Clarke és George Graham. Az északi gerincen keresztül, a Hooker-völgy felől közelítették meg a csúcsot, amelyet körülbelül 13:30-kor értek el. A december 20-i sikertelen kísérlet után a helyi hegymászókat az a vágy hajtotta, hogy az első mászást új-zélandi hegymászók hajtsák végre, miután hírek érkeztek arról, hogy Edward FitzGerald amerikai hegymászó szintén tervezi a csúcs megmászását. Az általuk választott útvonalat csak 1955-ben járták be ismét, a hegy századik sikeres megmászása alkalmával.

### További mérföldkövek

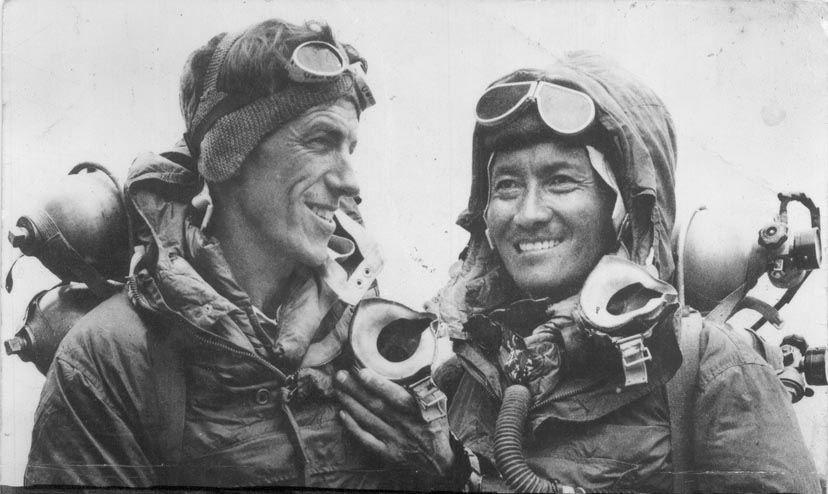
Edmund Hillary és Tendzing Norgaj (1953)

A második sikeres csúcshódítást 1895. március 14-én hajtotta végre Matthias Zurbriggen svájci hegyivezető, a Tasman-gleccser felől, egy ma már róla elnevezett gerincen keresztül. Bár a mászás egy szakaszán Jack Adamson is elkísérte, teljesítményét mégis az első szólómászásként tartják számon. A következő sikeres feljutásra egy évtizedet kellett várni: 1905 februárjában Jack Clarke négy társával megismételte Zurbriggen útvonalát, így ő lett az első, aki kétszer is elérte a csúcsot.
Az első női csúcshódító az ausztrál Freda Du Faur volt, aki 1910. december 3-án jutott fel a hegy tetejére. George Bannister, a híres Ngāi Tahu származású hegyivezető, Pahikore Te Koeti Tūranga (Butler Te Koeti) unokaöccse, 1912-ben első maori hegymászóként érte el az Aoraki / Mount Cook csúcsát.
A hegy három csúcsa (High Peak, Middle Peak, Low Peak) közötti teljes gerincátkelést („grand traverse”) először 1913 januárjában teljesítette Freda Du Faur Peter Graham és David (Darby) Thomson társaságában. A második, teljes gerincátkelést 1916 januárjában Conrad Kain hegyivezető és az 57 éves Jane Thomson hajtotta végre, amelyet a korabeli sajtó kivételes teljesítményként értékelt. Ez a mindhárom csúcsot érintő mászóútvonal mára a Déli-Alpok egyik klasszikus útvonalává vált.
Edmund Hillary (1919–2008) új-zélandi hegymászó karrierjében is jelentős szerepet töltött be az Aoraki / Mount Cook. Hillary először 1947 januárjában mászta meg a főcsúcsot Harry Ayres-szel. 1948. február 6-án pedig Ruth Adams, Harry Ayres és Mick Sullivan társaságában végrehajtotta az első sikeres mászást a déli gerincen keresztül az alacsony csúcsra. Ezt az útvonalat korábban még senki nem teljesítette sikeresen. Később, 1953. május 29-én, Tendzing Norgaj, nepáli serpával elsőként jutott fel a Föld legmagasabb csúcsára, a 8848 méter magas Mount Everestre. 2011 augusztusában a déli gerincet Hillary tiszteletére „Hillary-gerincnek” nevezték el.

### Nehézségek és veszélyek
Az Aoraki / Mount Cook megmászása technikailag rendkívül nehéz, komoly kihívást jelent a legtapasztaltabb hegymászóknak is. A mászók gyakran alábecsülik a kihívást, noha az időjárási viszonyok, a hó- és jégállapotok gyorsan változnak. A hegymászóknak gleccserhasadékokon kell átkelniük, és ki vannak téve jég- és kőomlásnak, lavinának, valamint hirtelen időjárás-változásoknak.
A 20. század eleje óta több mint 240 halálos áldozatot regisztráltak az Aoraki / Mount Cook Nemzeti Parkban, melyből legalább 80 személy az Aoraki / Mount Cook megmászása során vesztette életét. A halálokok között szerepel a hipotermia, a lavinák, villámcsapás, sziklaomlás, szívroham és repülőgép-szerencsétlenségek. Ezzel a hegy Új-Zéland egyik leghalálosabb hegycsúcsa. A mászószezon általában novembertől februárig tart, melynek során évente körülbelül 150-200 ember jut fel a főcsúcsra, és ritkán telik el szezon halálos baleset nélkül.

## Az elnevezés eredete és kulturális jelentősége

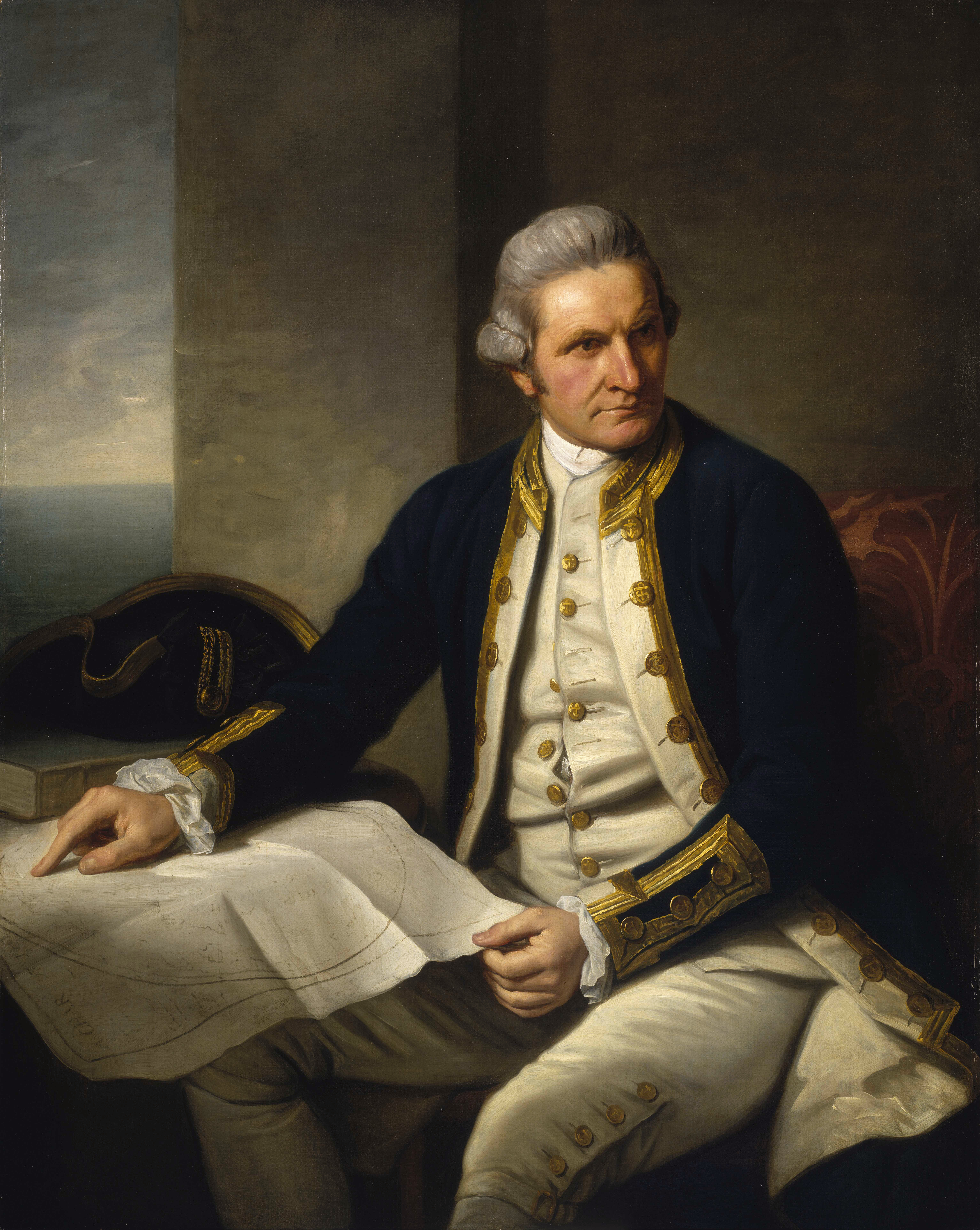
James Cook kapitány (1728–1779)

Az Aoraki / Mount Cook elnevezés Új-Zéland bikulturális örökségét tükrözi, egyaránt elismerve a maori és az európai hagyományokat. A hegy jelenlegi hivatalos, kétnyelvű nevét az 1998-as Ngāi Tahu Kártérítési Megállapodásról szóló törvény (Ngāi Tahu Claims Settlement Act) rögzítette, amely a Ngāi Tahu maori törzs és a brit korona mint az állam képviselője közötti megegyezés részeként született. A törvény célja a történelmi igazságtétel és a maori kulturális jogok elismerése volt. A törvény 96. melléklete tartalmazza azoknak a helyeknek a listáját, amelyek hivatalosan kettős, angol és maori nevet kaptak. A hegy kiemelt kulturális jelentőségét mutatja, hogy ez az egyetlen földrajzi név a törvény melléklete szerint, amelyben a maori név megelőzi az angol elnevezést. A törvényi szabályozás a kétnyelvű elnevezés mellett társkezelői (co-management) jogokat biztosított a Ngāi Tahu törzs számára az Aoraki / Mount Cook Nemzeti Park területére is, elismerve a törzs tradicionális kapcsolatát és felelősségét a régió természeti környezetének megőrzésében.

### A maori név (Aoraki)
Az „Aoraki" név a Déli-sziget legnagyobb őslakos törzse, a Ngāi Tahu hagyományában gyökerezik. A név jelentését gyakran „felhőáttörőként" vagy „felhőlyukasztóként" fordítják, utalva a csúcs magasságára és az azt övező gyakori felhőtakaróra. Az elnevezés azonban a szó szerinti értelmezésen túl a Ngāi Tahu hagyományokban spirituális és a törzs eredettörténetére utaló jelentéssel is bír.
A maori mondavilág szerint Aoraki az Ég Atyja (Raki) legidősebb gyermeke volt, aki három fivérével együtt az égi kenuval leereszkedett a Földre, hogy üdvözölje apja új feleségét, a Földanyát (Papa-tūanuku-t). A testvérek miután körbehajózták a Földanyát – aki egy Hawaiiki nevű, hatalmas kontinensként feküdt a tengerben – új földeket akartak keresni, de nem jártak sikerrel, ezért vissza akartak térni égi otthonukba. A kenut felemelő varázsige azonban nem működött, így az visszahullott a tengerbe, oldalára fordult, majd kővé és földdé változott, létrehozva ezzel Új-Zéland Déli-szigetét (Te Waka o Aoraki). Aoraki és testvérei a kenujuk tetejére másztak, ahol ők is kővé váltak. Aoraki a Déli-sziget legmagasabb csúcsává vált (Mount Cook), testvérei pedig a Déli-Alpok (Kā Tiritiri o te Moana) környező legmagasabb csúcsai (Mount Dampier, Mount Teichelmann, Mount Tasman) lettek.
Aoraki a Ngāi Tahu maori törzs legszentebb őse, akitől a közösség származik. A törzs számára a hegy ennélfogva a természetfeletti és természetes világ közötti kapocs, amely összeköti a fizikai és spirituális világot. A hegyet körülvevő felhők a szellem hatalmát szimbolizálják; a hegycsúcs csak akkor mutatkozik meg, amikor akarja, mint egy nagy törzsfőnök. Olvadékvizei szentek és ceremoniális célokra használják őket.

### Az európai név (Mount Cook)
A „Mount Cook” elnevezést John Lort Stokes brit admirális adta a hegynek 1851-ben, James Cook kapitány tiszteletére, aki 1770-ben feltérképezte Új-Zéland partvidékét, azonban magát a hegyet valószínűleg soha nem látta. Az elnevezés a korabeli brit gyarmati gyakorlathoz igazodott, amely a földrajzi helyeket gyakran ismert európai személyiségekről nevezett el.
Az Aoraki / Mount Cook mára Új-Zéland bikulturális identitásának egyik jelképévé vált. A hegy maori közösségek számára spirituális jelentőséggel bír, ugyanakkor nemzeti szimbólumként és népszerű turisztikai célpontként is fontos szerepet tölt be Új-Zélandon. A kettős elnevezés előremutató gyakorlatot teremtett az őslakos helynevek hivatalos elismerésére, és példaként szolgál az őslakos jogok és a modern államigazgatás közötti együttműködésre.